# اشتفان یونگه
اشتفان یونگه (آلمانی: Stefan Junge؛ زادهٔ ۱ سپتامبر ۱۹۵۰) ورزشکار پرش ارتفاع اهل آلمان بود.